# ナイジェル・ウィンザー
ナイジェル・ウィンザー (Nigel Winser) として知られる、ナイジェル・デ・N・ウィンザー（Nigel de N. Winser）は、イギリスの生命科学コンサルタント、環境コンサルタント。学界と実業界、政府、一般社会を結びつけて、地球規模の持続可能な社会の実現を目指す様々な活動に従事している。

## 経歴
ケニア生まれ。
ポリテクニック・オブ・セントラル・ロンドン（Polytechnic of Central London：後のウエストミンスター大学）で、生命科学を学び、サハラ砂漠、エチオピア西部、ケニアなどでフィールドワークを行なった。
1976年にフィールドワーク部門の担当者として王立地理学会に就職して、同年から「Explore weekend」の企画を立ち上げた。志願してサラワクの調査に出向くなどしながら、学会による「遠征支援センター (Expedition Advisory Centre)」の開設に尽力し、遠征・フィールドワーク部門 (Expeditions and Fieldwork division) の責任者になった。この間、アフリカ、中東、アジア、オーストラリアなど世界各地でフィールドワークを実施したが、1988年には、特にオマーンにおけるフィールドワークの成果に対して、王立地理学会から金メダル（パトロンズ・メダル）を贈られた。さらに、1995年には同僚でもある妻シェイン (Mrs Shane Winser) とともに、王立スコットランド地理学会から、ムンゴ・パーク・メダルを贈られた。王立地理学会には29年間勤務した。
2005年7月にNGOアースウォッチに参加し、以降、ヨーロッパCEO、副代表兼企画部長などの役職を歴任した。